# Јапанска бобтејл мачка
Јапанска бобтејл мачка је раса домаће мачке са савијеним репом обраслим дужом и гушћом длаком, тако да се добија утисак зечијег репа. Репни пршљенови су срасли и осим првог, базног, нису савитљиви. Ово је краткодлака, мишићава мачка средње величине, лепих линија и јаких костију.
Очи су крупне и овалне и у комбинацији са високо постављеним јагодицама и дугачким носем такође, карактеристика ове расе. Уши су велике и широко постављене. Јапански бобтејл је интелигентна мачка која воли да се игра. Карактеристична је жеља да буду у групи. Ова мачка је послужила као инспирација за популарну франшизу Хело Кити.